# Destrucció creativa
La destrucció creativa o creadora (en anglès: creative destruction, alemany: schöpferische Zerstörung, francès: destruction créatrice) en economia és un concepte ideat pel filosòf sociòleg alemany Werner Sombart i popularitzat per l'economista austríac Joseph Schumpeter (principalement en el seu llibre Capitalisme, socialisme i democràcia,1942). El concepte descriu el procés d'innovació d'una economia de mercat que consisteix en la destrucció d'empreses i models de negoci antics degut a la creacio de nous productes. Segons Schumpeter, les innovacions dels anomenats emprenedors són la força que hi ha darrere d'un creixement econòmic sostingut a llarg termini, tot i que en l'afloració d'aquestes innovacions es pugui destruir el valor de companyies ben establertes.
Schumpeter escriu amb majúscules que, "El procés de Destrucció Creadora és el fet essencial del capitalisme", tenint com a protagonista central l'emprenedor innovador.

## L'emprenedor
L'emprenedor innovador, segons ho descriu Schumpeter és un individu que s'escapa de la norma per la seva vitalitat i per la seva energia, fins i tot davant fracassos temporals. L'innovador no és un inventor. Aquest últim és generalment un geni, un tècnic/científic professional. L'emprenedor crea mercats per als invents dels genis. L'innovador no es destaca per la seva genialitat sinó per la seva perseverança i per la seva ambició. La seva motivació no seria la mera riquesa; l'emprenedor segons Schumpeter —que prové de qualsevol classe social— somia amb crear un imperi econòmic, una dinastia empresarial.

## Els cinc casos d'innovació i el crèdit
Segons Schumpeter, l'essència del capitalisme és el dinamisme, així un capitalisme estàtic seria una contradicció. Schumpeter estableix cinc casos que convergeixen en una innovació: 
1. La introducció d'un bé nou.
2. La introducció d'un mètode de producció o comercialització de béns existents nou.
3. L'obertura de nous mercats.
4. La conquesta d'una nova font de matèries primeres.
5. La creació d'un nou monopoli o la destrucció d'un existent.

La creació del crèdit és un element essencial de l'economia de la innovació. El procés d'innovació als mercats de béns i serveis coincideix amb l'engegada de la innovació financera, la qual cosa és un procés arriscat però un procés necessari per a la innovació.
Sense innovació financera, no hi ha emprendiments innovadors i, per tant, no hi ha creació de riquesa ni ocupació. D'aquesta forma, Schumpeter atribueix als bancs, i la creació secundària de diners, un paper fonamental en el capitalisme.